# Vůz Bg260 ČD
Vozy Bg260, číslované v intervalech 50 54 20-80, 50 54 20-10, 50 54 20-40 a 50 54 20-41 jsou řadou osobních vozů z vozového parku Českých drah. Všech 80 vozů vzniklo dílčí úpravou vozů B250 v letech 2001–2010.

## Technické informace
Jsou to neklimatizované vozy se skříní typu UIC-Y o délce 24 500 mm. Jsou vybaveny podvozky Görlitz V se špalíkovou brzdou. Jejich nejvyšší povolená rychlost je 140 km/h, výjimkou je 15 vozů číslovaných v intervalu 50 54 20-10, jejichž maximální rychlost je jen 120 km/h.
Vnější nástupní dveře jsou zalamovací, vnitřní přechodové jsou manuálně posuvné do stran. Vozy mají polospouštěcí okna.
Ve vozech se nachází deset oddílů s dvěma lavicemi potaženými zelenou koženkou, každá o čtyřech místech k sezení, celkem tedy 80 míst. Desátý oddíl byl při úpravě vyhrazen výhradně pro potřeby vlakových čet, k dispozici pro cestující veřejnost tedy je jen 72 míst.
Dveře vyhrazeného oddílu byly vybaveny mříží a do oddílu byl dosazen větší stolek, který šlo využít třeba při tvorbě vlakové dokumentace.
Nátěr těchto vozů je přes okna zelený a zbytek bílý. Nad oknem služebního oddílu je bílý pruh s nápisem „Služební oddíl“.

## Provoz
Jediná zmínka o nasazení těchto vozů ve veřejně dostupných materiálech byla nalezena na přelomu tisíciletí, kdy jezdily na vlacích, ve kterých nebyly řazeny žádné jiné vozy, např. BDs, s vyhrazeným prostorem pro vlakovou četu.